# Pristimantis educatoris
Pristimantis educatoris là một loài động vật lưỡng cư trong họ Strabomantidae, thuộc bộ Anura. Loài này được Ryan, Lips, & Giermakowski mô tả khoa học đầu tiên năm 2010.